# 鄱陽県
鄱陽県（はよう-けん）は中華人民共和国江西省上饒市に位置する県。昌江と楽安河が合流し鄱江となり、鄱陽湖へと流れている。

## 行政区画
- 街道:饒州街道
- 鎮:鄱陽鎮、謝家灘鎮、石門街鎮、四十里街鎮、油墩街鎮、田畈街鎮、金盤嶺鎮、高家嶺鎮、凰崗鎮、双港鎮、古県渡鎮、饒豊鎮、楽豊鎮、饒埠鎮
- 郷:侯家崗郷、蓮花山郷、響水灘郷、梘田街郷、柘港郷、鴉鵲湖郷、銀宝湖郷、游城郷、珠湖郷、白沙洲郷、団林郷、昌洲郷、三廟前郷、蓮湖郷、芦田郷

## 交通

### 鉄道
- 中国国家鉄路集団
  - 衢九線（中国語版）
    - 鄱陽北駅

  - 昌景黄線（中国語版）
    - 鄱陽駅

### 道路
- 高速道路
  - 済広高速道路
  - 杭瑞高速道路